# Sean Hjelle
Sean Hjelle (Fridley, Minnesota, 7 de mayo de 1997) es un jugador profesional estadounidense de béisbol que se desempeña en la posición de lanzador en San Francisco Giants, equipo de las Grandes Ligas de Béisbol (MLB).

## Carrera
Fue seleccionado en la segunda ronda en el Draft de la MLB de 2018. En 2022 hizo su debut profesional con el equipo San Francisco Giants, donde lleva jugando tres temporadas.